# بومونا (نيوجيرسي)
بومونا (بالإنجليزية: Pomona CDP, New Jersey)‏ هي منطقة سكنية تقع بولاية نيوجيرسي في الولايات المتحدة. تبلغ مساحتها 7.244 كم2، وترتفع عن سطح البحر 17 م، بلغ عدد سكانها 7,124 نسمة في عام 2010 حسب إحصاء مكتب تعداد الولايات المتحدة وتصل الكثافة السكانية فيها 983.4 نسمة لكل كيلومتر مربع (2,547.0/ميل2).

## التركيبة السكانية
حدّد مكتب تعداد الولايات المتحدة بيانات التركيبة السكانية لبومونا في تعداد الولايات المتحدة. في ما يلي، التركيبة السكانية حسب تعدادي 2000 و2010.

### تعداد عام 2000
بلغ عدد سكان بومونا 4,019 نسمة بحسب تعداد عام 2000، وبلغ عدد الأسر 1,297 أسرة وعدد العائلات 1,003 عائلة مقيمة في المنطقة السكنية. في حين سجلت الكثافة السكانية 554.8 نسمة لكل كيلومتر مربع (1,436.9/ميل2). وبلغ عدد الوحدات السكنية 1,357 وحدة بمتوسط كثافة قدره 187.3 لكل كيلومتر مربع (485.1/ميل2).
وتوزع التركيب العرقي للمنطقة السكنية بنسبة 74.15% من البيض و8.04% من الأمريكيين الأفارقة و0.35% من الأمريكيين الأصليين و11.99% من الأمريكيين ذوي الأصول الآسيوية و0.02% من سكان جزر المحيط الهادئ و3.56% من الأعراق الأخرى و1.89% من عرقين مختلطين أو أكثر و7.49% من الهسبانيون أو اللاتينيون من أي عرق.
بلغ عدد الأسر 1,297 أسرة كانت نسبة 50.1% منها لديها أطفال تحت سن الثامنة عشر تعيش معهم، وبلغت نسبة الأزواج القاطنين مع بعضهم البعض 61% من أصل المجموع الكلي للأسر، ونسبة 10.9% من الأسر كان لديها معيلات من الإناث دون وجود شريك، بينما كانت نسبة 5.4% من الأسر لديها معيلون من الذكور دون وجود شريكة وكانت نسبة 22.7% من غير العائلات. تألفت نسبة 18% من أصل جميع الأسر من عدة أفراد يعيشون في نفس المنزل ونسبة 8.8% كانت تتألف من شخص يعيش بمفرده يبلغ من العمر 65 عاماً أو أكثر. وبلغ متوسط حجم الأسرة المعيشية 3.05، أما متوسط حجم العائلات فبلغ 3.47.
بلغ العمر الوسطي للسكان 34.0 عاماً. وكانت نسبة 30.4% من القاطنين تحت سن الثامنة عشر، وكانت نسبة 6.6% بين الثامنة عشر والرابعة والعشرين عاماً، ونسبة 34.8% كانت واقعةً في الفئة العمرية ما بين الخامسة والعشرين والرابعة والأربعين عاماً، ونسبة 18.9% كانت ما بين الخامسة والأربعين والرابعة والستين، ونسبة 7.8% كانت ضمن فئة الخامسة والستين عاماً فما فوق. يوجد لكل 100 أنثى 96.2 ذكر، ويوجد لكل 100 أنثى في الثامنة عشر من عمرها فما فوق 89.3 ذكر.
بلغ متوسط دخل الأسرة في المنطقة السكنية 52,796 دولارًا، أما متوسط دخل العائلة فبلغ 56,846 دولارًا. وكان متوسط دخل الذكور 35,554 دولارًا مقابل 29,453 دولارًا للإناث. وسجل دخل الفرد الخاص بالمنطقة السكنية 18,182 دولارًا. وكانت نسبة 2.3% من العائلات ونسبة 4.6% من السكان تحت خط الفقر، وكان من هؤلاء نسبة 3.3% تحت سن الثامنة عشر ونسبة 15.9% في الخامسة والستين من العمر وما فوق.

### تعداد عام 2010
بلغ عدد سكان بومونا 7,124 نسمة بحسب تعداد عام 2010، وبلغ عدد الأسر 2,107 أسرة وعدد العائلات 1,602 عائلة مقيمة في المنطقة السكنية. في حين سجلت الكثافة السكانية 983.4 نسمة لكل كيلومتر مربع (2,547.0/ميل2). وبلغ عدد الوحدات السكنية 2,202 وحدة بمتوسط كثافة قدره 304 لكل كيلومتر مربع (787.4/ميل2).
وتوزع التركيب العرقي للمنطقة السكنية بنسبة 57.99% من البيض و10.64% من الأمريكيين الأفارقة و0.44% من الأمريكيين الأصليين و22.11% من الأمريكيين ذوي الأصول الآسيوية و5.22% من الأعراق الأخرى و3.61% من عرقين مختلطين أو أكثر و13.22% من الهسبانيون أو اللاتينيون من أي عرق.
بلغ عدد الأسر 2,107 أسرة كانت نسبة 48.4% منها لديها أطفال تحت سن الثامنة عشر تعيش معهم، وبلغت نسبة الأزواج القاطنين مع بعضهم البعض 58.4% من أصل المجموع الكلي للأسر، ونسبة 12% من الأسر كان لديها معيلات من الإناث دون وجود شريك، بينما كانت نسبة 5.6% من الأسر لديها معيلون من الذكور دون وجود شريكة وكانت نسبة 24% من غير العائلات. تألفت نسبة 19.7% من أصل جميع الأسر من عدة أفراد يعيشون في نفس المنزل ونسبة 12.2% كانت تتألف من شخص يعيش بمفرده يبلغ من العمر 65 عاماً أو أكثر. وبلغ متوسط حجم الأسرة المعيشية 3.19، أما متوسط حجم العائلات فبلغ 3.68.
بلغ العمر الوسطي للسكان 37.4 عاماً. وكانت نسبة 26.6% من القاطنين تحت سن الثامنة عشر، وكانت نسبة 8.9% بين الثامنة عشر والرابعة والعشرين عاماً، ونسبة 25.7% كانت واقعةً في الفئة العمرية ما بين الخامسة والعشرين والرابعة والأربعين عاماً، ونسبة 24.5% كانت ما بين الخامسة والأربعين والرابعة والستين، ونسبة 14.3% كانت ضمن فئة الخامسة والستين عاماً فما فوق. وتوزع التركيب الجنسي للسكان بنسبة 46.4% ذكور و53.6% إناث.